# 1774 en philosophie
Chronologie de la philosophie
- 1770
- 1771
- 1772
- 1773
- 1774
- 1775
- 1776
- 1777
- 1778

L’année 1774 a été marquée, en philosophie, par les événements suivants :

## Publications
- Éloge historique de la raison est un panégyrique en forme de biographie écrit par Voltaire.

- Début de la publication de Experiments and Observations on Different Kinds of Air par Joseph Priestley.

- David Williams (philosophe) : Traité d'Éducation, publié dès 1774, où il adopte les idées de Jean-Jacques Rousseau.